# Drumlinfeld östlich von Kempten

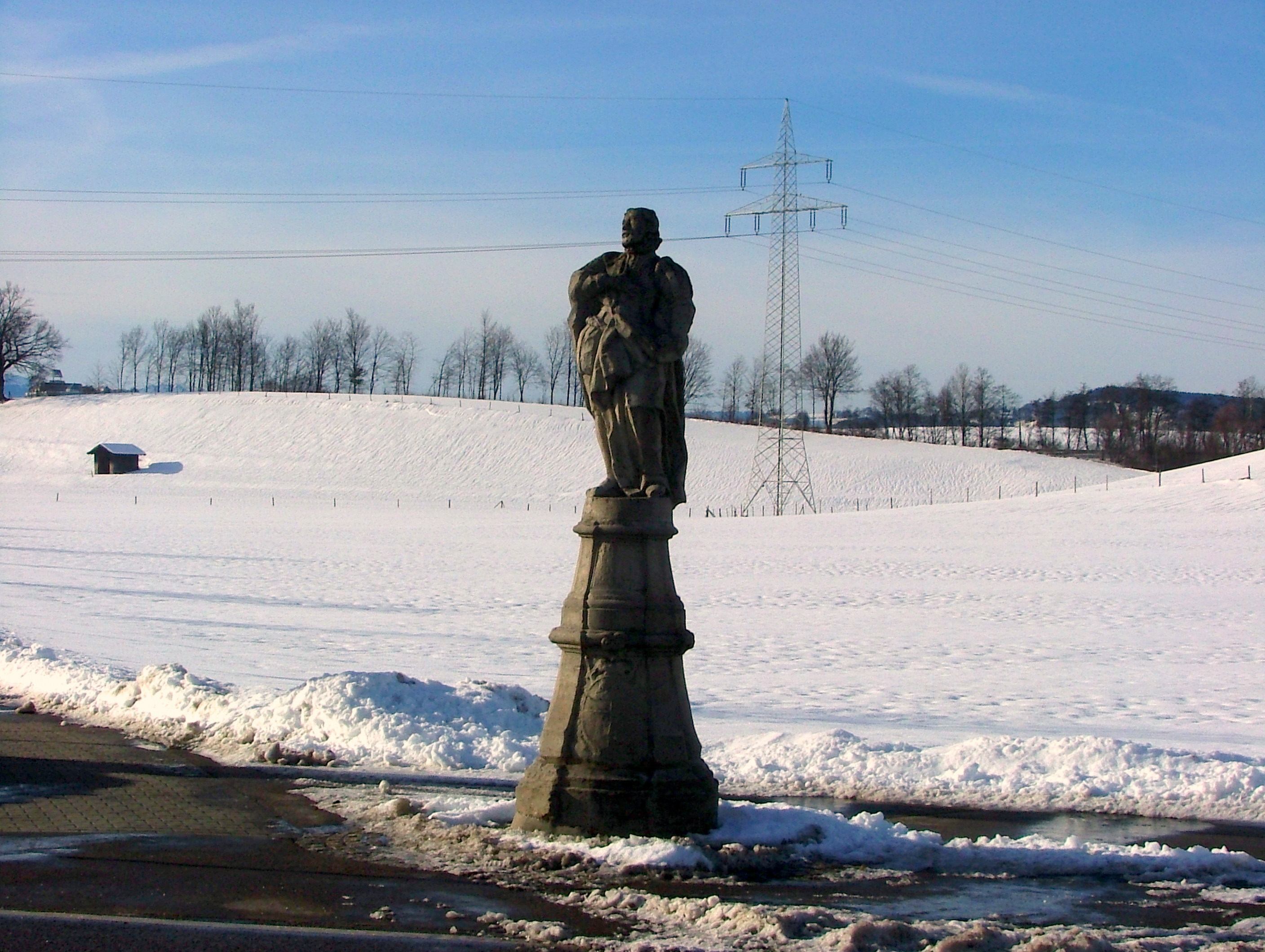
Drumlin-Landschaft bei Leubas

Glaziale Oberflächenformen

Das Drumlinfeld östlich von Kempten ist ein Geotop im Naturraum Iller-Vorberge. Das flächenhafte Geotop kann grundsätzlich zwischen den Kempter Ortsteilen Leubas und Leupolz lokalisiert werden.

## Entstehung
Die Drumlins bei Kempten entstanden während der letzten Eiszeit, der Würm-Kaltzeit im Jungpleistozän, im Bereich der Grundmoränenlandschaft des Iller-Gletschers. Die tropfen- bis stromlinienförmigen, in nördliche Richtung ausgelängten Sedimentkörper treten hier in Gruppen versetzt und gestaffelt auf. Sie sind in der Regel mehrere zehn bis mehrere 1000 Meter lang und bis 20 Meter hoch. Die stromlinienförmigen Körper wurden unterhalb eines sich aktiv bewegenden Gletschers gebildet.
An der Basis der Gletscher akkumulierte sich großflächig Geschiebemergel, der unter dem Druck der Auflast des Gletschers plastisch reagierte und in Bewegungsrichtung des Gletschers transportiert werden konnte. Wenn der Geschiebemergel auf ältere morphologische Erhebungen, wie z. B. Moränen älterer Eiszeiten trifft, wird das Material aufgearbeitet, aufgeschoben und aufgewölbt. Drumlins sind stets in Richtung der Gletscherbewegung ausgerichtet und besitzen eine steile, der Bewegungsrichtung zugewandten und eine flache Seite.
Das Drumlinfeld östlich von Kempten wurde 2007 vom Bayerischen Landesamt für Umwelt als geowissenschaftlich bedeutendes Geotop (Geotop-Nr. 763R001) ausgewiesen, das durch die landwirtschaftliche Nutzung und Bebauung generell zunehmend beeinträchtigt wird.